# Stübming (Gemeinde Turnau)
Stübming ist eine Ortschaft und eine Katastralgemeinde der Gemeinde Turnau im Bezirk Bruck-Mürzzuschlag in Steiermark.
Die Streusiedlung besteht aus dem Weiler Zwanzen, den Rotten Obere Stübming, Schröckenhof und Untere Stübming, aus den zerstreuten Häusern Brücklergraben und Räuschinggraben sowie aus zahlreichen Einzellagen.

## Geschichte
Das früheste Schriftzeugnis ist von 1307 und lautet „die Stvebnik“. Der Name geht auf slowenisch stublo (Holzröhre, hölzerne Leitung) zurück.

### Siedlungsentwicklung
Zum Jahreswechsel 1979/1980 befanden sich in der Katastralgemeinde Stübming insgesamt 194 Bauflächen mit 114.164 m² und 67 Gärten auf 56.204 m², 1989/1990 gab es 159 Bauflächen. 1999/2000 war die Zahl der Bauflächen auf 284 angewachsen und 2009/2010 bestanden 241 Gebäude auf 334 Bauflächen.

## Bodennutzung
Die Katastralgemeinde ist land- und forstwirtschaftlich geprägt. 639 Hektar wurden zum Jahreswechsel 1979/1980 landwirtschaftlich genutzt und 4.645 Hektar waren forstwirtschaftlich geführte Waldflächen. 1999/2000 wurde auf 456 Hektar Landwirtschaft betrieben und 5.314 Hektar waren als forstwirtschaftlich genutzte Flächen ausgewiesen. Ende 2018 waren 297 Hektar als landwirtschaftliche Flächen genutzt und Forstwirtschaft wurde auf 5.486 Hektar betrieben. Die durchschnittliche Bodenklimazahl von Stübming beträgt 15,7 (Stand 2010).